# 拉谢夫勒里
拉谢夫勒里（法語：La Chèvrerie，法語發音：[la ʃɛvʁəʁi]）是法国夏朗德省的一个市镇，位于该省北部偏西，属于孔福朗区。

## 地理
拉谢夫勒里（46°2'48"N, 0°8'18"E）面积4.61 平方千米，位于法国新阿基坦大区夏朗德省，该省份为法国西部内陆省份，北起德塞夫勒省和维埃纳省，东临上维埃纳省，东南至多尔多涅省，南至多爾多涅省，西接滨海夏朗德省。
与拉谢夫勒里接壤的市镇（或旧市镇、城区）包括：贝尔纳克、拉费、圣马丹迪克洛谢、维勒法尼昂、维利耶勒鲁。

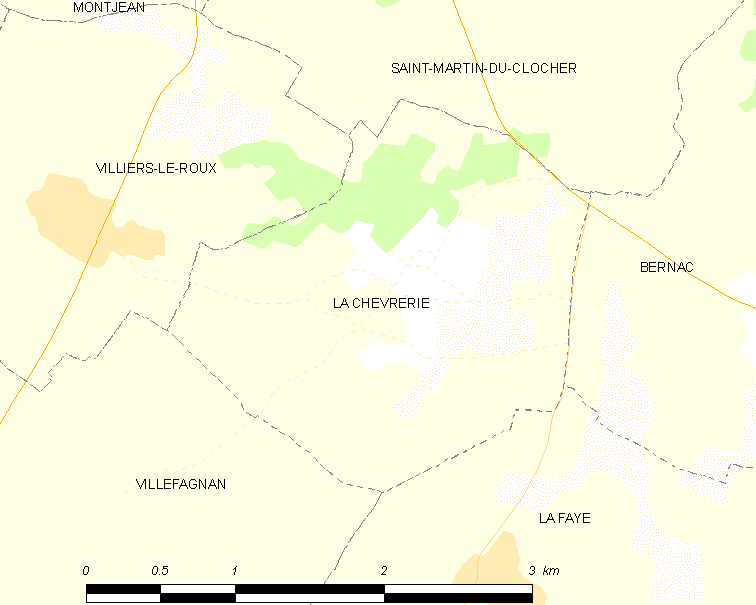
拉谢夫勒里的OSM定位图

拉谢夫勒里的时区为UTC+01:00、UTC+02:00（夏令时）。

## 行政
拉谢夫勒里的邮政编码为16240，INSEE市镇编码为16098。

## 政治
拉谢夫勒里所属的省级选区为夏朗德北县。

## 人口

1962-2008年间拉谢夫勒里人口变化图示

拉谢夫勒里于2022年1月1日时的人口数量为137人。